# Lidia Morawska
Lidia Morawska (Polonia, 1952) es una física australiana nacida en Polonia. Es directora del Laboratorio Internacional para la Calidad del Aire y la Salud, profesora de la Universidad Tecnológica de Queensland y directora en Australia del Centro de Ciencia y Manejo de la Calidad del Aire en Australia y China. Sus investigaciones se enfocan en el área de física aplicada, particularmente en radiación, física del medio ambiente y física atmosférica. Desde 2020, sus investigaciones se centraron en evaluar la transmisión del COVID-19.

## Trayectoria académica
Obtuvo el grado de maestría en 1976 por la Universidad Jaguelónica en Cracovia, Polonia. Luego, en 1982 obtuvo el doctorado en física por la misma universidad, en el cual su investigación estuvo relacionada con el radón. Al término del doctorado se mudó a Canadá donde realizó una estancia posdoctoral en la Universidad de McMaster como miembro de la Agencia Internacional de Energía Atómica. Al concluir esa estancia realizó una segunda, ahora en la Universidad de Toronto. Posteriormente migró a la ciudad de Queensland en Australia donde comenzó a trabajar como profesor asociado en la Universidad Tecnológica de Queensland. En 2003 fue promovida a profesora de tiempo completo, y directora del Laboratorio Internacional para la Calidad del Aire y la Salud en la misma universidad.
Es consultora para la Organización Mundial de la Salud y administradora de la Sociedad Internacional de la Calidad del Aire en Interiores. Además, es miembro de la Sociedad de Aire Limpio en Australia y Nueva Zelanda y de la Asociación Americana de Investigación en Aerosoles, así como miembro del comité internacional de la Centro de Investigación en Ciencia de Aerosoles de la Universidad Nacional Sun Yat-sen.
Es editora asociada de la revista científica Science of the Total Environment, y desde 2020 fue elegida miembro de la Academia Australiana de Ciencias.

## Líneas de investigación
Sus áreas de investigación son diversas e involucran estudios revolucionarios en el área de la física aplicada como lo son la radiación, física ambiental y física atomosférica. Se ha enfocado en el campo interdisciplinario de la calidad del aire y su impacto en la salud humana y el medio ambiente, específicamente estudia la ciencia de aerosoles.
Dentro de sus investigaciones ha estudiado los niveles de contaminación atmosférica en Australia, y los efectos de partículas ultrafinas en la salud de las personas que realizan actividades al aire libre. Además ha descrito sobre los beneficios del uso de mascarillas y purificadores de aire para protegerse de las partículas aéreas durante los incendios forestales.
Sus proyectos de investigación ha sido financiadas por diversos organismos, entre los que se encuentran:
| Año  | Proyecto                                                                                              | Fuente de financiamiento                     |
| ---- | --- | -------------------------------------------- |
| 2017 | Establecimiento de redes avanzadas para el monitoreo y análisis de la calidad del aire                | ARC Linkage Projects                         |
| 2016 | Transiciones de energía, contaminación del aire y salud en Australia                                  | Centros de Investigación en Excelencia NHMRC |
| 2016 | Aplicación de sensores de contaminación área a bajo costo para el monitoreo de la exposición personal | Centros de Investigación en Excelencia NHMRC |
| 2015 | Revolucionando la protección contra la contaminación del aire                                         | ARC Proyecto Discovery                       |

### Investigación en COVID-19
Desde 2020 colabora como profesora adjunta en el Instituto de Investigaciones en Medio Ambiente y Clima en la Universidad de Jinan en Guangzhou, China para entender cómo se transmite el COVID-19 en hospitales, transporte público y de persona a persona.
Al inicio de la pandemia por COVID-19, la Organización Mundial de la Salud establecía que el virus solo podía esparcirse a través de superficies contaminadas y de gotas que no podían viajar a más de dos metros de distancia antes de caer al suelo. Sin embargo, las investigaciones de Morawska y colaboradores jugaron un papel importante en argumentar que el virus era aerotransportado por medio de partículas denominadas como aerosoles, las cuales persistían en espacios cerrados por más tiempo y podrían infectar a las personas a una distancia mayor. En un principio se creía que los aerosoles representaban un riesgo en ciertas ocasiones, como cuando se utilizaban los ventiladores en los hospitales. No obstante, en sus múltiples publicaciones y entrevistas publicó que el riesgo de transmisión del virus por el aire en interiores depende de cuatro factores: alta ocupación, larga duración, vocalización fuerte, y mala ventilación.

Sus investigaciones en este tipo de virus datan desde el brote de SARS en la primera década de los 2000. Los resultados muestran que las partículas de este virus pueden formarse en la garganta de las personas durante la realización actividades cotidianas. A mediados de 2020 publicó una carta donde pedía que se considerara la transmisión del SARS-CoV-2 como aerotransportada, la cual fue firmada por más de 200 científicos especialistas en más de 32 países. Dentro de esta carta se expone que a fin de disminuir los casos de contagio por COVID-19 es necesario estar en áreas ventiladas, a lo que explica:
El mayor riesgo se da en los espacios cerrados y abarrotados, salvo si la ventilación es eficiente”... En lugares bien ventilados, como los hospitales donde se han realizado estudios, esto no es un problema en absoluto porque las gotitas cargadas de virus se eliminan rápida y eficientemente mediante ventilación.
Luego de complicaciones presentadas para convencer a la Organización Mundial de la Salud de que el virus era aerotransportado y de la importancia de mantener los espacios bien ventilados se confirmó que existen tres vías de contagio del virus: los fomites (partículas de virus que se encuentran en las superficies), las gotas que se expulsan la hablar o toser, y los aerosoles.

## Premios y reconocimientos
Su labor científica ha sido reconocida en múltiples ocasiones por organismos nacionales e internacionales, entre los cuales destacan los siguientes:
- 2020: Obtuvo el lugar 16,428 de la lista de los 100,000 científicos más destacados en el mundo de acuerdo con la Universidad de Stanford.
- Noviembre 2020: Reconocimiento por el periódico El Heraldo Matutino de Sídney (The Sydney Morning Herald), como una de las 40 investigadoras destacadas en al área de salud y ciencia.[17]
- Septiembre 2020: Nominada en la lista de los 40 mejores investigadores australianos por la Revista de Investigación Australiana (The Australian Research Magazine).[18]
- Mayo 2020: Nombramiento de miembro de la Academia Australiana de Ciencias.[6]
- 2018: Premio Eureka por Investigación en Enfermedades Infecciosas, otorgado por el Museo Australiano de Premios Eureka.
- 2017: Premio David Sinclair, otorgado por la Asociación Americana de Investigación en Aerosoles.
- 2017: Premio por su trabajo como vicecanciller de la Universidad Tecnológica de Queensland.
- 2011: Medalla Aire Limpio, otorgada por la Sociedad de Aire Limpio de Australia y Nueva Zelanda

### Membresias Profesionales
A lo largo de su carrera ha integrado diversas sociedades científicas, algunas dentro de las cuales ha ocupado cargos en la mesa directiva.
- Sociedad de Aire Limpio de Australia y Nueva Zelanda
- Sociedad Internacional de la Calidad del Aire en Interiores donde fungió como presidenta.
- Asociación Americana de Investigación en Aerosoles
- Academia Internacional de Ciencias del Aire en Interiores (nominada en 1998).

## Publicaciones destacadas
Cuenta con más de 800 publicaciones entre las que se encuentran artículos científicos, capítulos de libros, y artículos para conferencias. Entre los artículos científicos más destacados se encuentran:
- Heart disease and stroke statistics—2017 update: a report from the American Heart Association. E.J Benjamin, M.J Blaha, S.E Chiuve, M Cushman, S.R Das, R Deo, et al. Circulation 135 (10), e146-e603.
- A comparative risk assessment of burden of disease and injury attributable to 67 risk factors and risk factor clusters in 21 regions, 1990–2010: a systematic analysis for the Global Burden of Disease Study 2010. S.S Lim, T Vos, A.D Flaxman, G Danaei, K Shibuya, H Adair-Rohani, et al. The Lancet 380 (9859), 2224-2260.
- Disability-adjusted life years (DALYs) for 291 diseases and injuries in 21 regions, 1990–2010: a systematic analysis for the Global Burden of Disease Study 2010. C.J.L Murray, T Vos, R Lozano, M Naghavi, AD Flaxman, C Michaud, et al. The Lancet 380 (9859), 2197-2223.
- Years lived with disability (YLDs) for 1160 sequelae of 289 diseases and injuries 1990–2010: a systematic analysis for the Global Burden of Disease Study 2010. T Vos, A.D Flaxman, M Naghavi, R Lozano, C Michaud, M Ezzati, et al. The Lancet 380 (9859), 2163-2196.
- Global, regional, and national comparative risk assessment of 79 behavioural, environmental and occupational, and metabolic risks or clusters of risks, 1990–2015: a systematic analysis for the Global Burden of Disease Study 2015. M.H Forouzanfar, A Afshin, L.T Alexander, H.R Anderson, ZA Bhutta, et al. The Lancet 388 (10053), 1659-1724.
- Global, regional, and national incidence, prevalence, and years lived with disability for 301 acute and chronic diseases and injuries in 188 countries, 1990–2013: a systematic analysis for the Global Burden of Disease Study 2013. T Vos, R.M Barber, B Bell, A Bertozzi-Villa, S Biryukov, I Bolliger, et al. The Lancet 386 (9995), 743-800.
- Global, Regional, and National Cancer Incidence, Mortality, Years of Life Lost, Years Lived With Disability, and Disability-Adjusted Life-years for 32 Cancer Groups, 1990 to 2015: A Systematic Analysis for the Global Burden of Disease Study. C Fitzmaurice, C Allen, R.M Barber, L Barregard, Z.A Bhutta, H Brenner, et al. JAMA oncology 3 (4), 524-548.
- Global, regional, and national life expectancy, all-cause mortality, and cause-specific mortality for 249 causes of death, 1980–2015: a systematic analysis for the Global Burden of Disease Study 2015. H Wang, M Naghavi, C Allen, R.M Barber, Z.A Bhutta, A Carter, D.C Casey, et al. The Lancet 388 (10053), 1459-1544.
- Global, regional, and national incidence, prevalence, and years lived with disability for 310 diseases and injuries, 1990–2015: a systematic analysis for the Global Burden of Disease Study 2015. T Vos, C Allen, M Arora, R.M Barber, Z.A Bhutta, A Brown, A Carter, et al. The Lancet 388 (10053), 1545-1602.
- Global, regional, and national age-sex specific mortality for 264 causes of death, 1980–2016: a systematic analysis for the Global Burden of Disease Study 2016. M Naghavi, A.A Abajobir, C Abbafati, K.M Abbas, F Abd-Allah, S.F Abera, et al. The Lancet 390 (10100), 1151-1210.

Su principal capítulo se titula Nanoparticles in European Cities and Associated Health Impacts y fue publicado en The Handbook of Environmental Chemistry (pp. 1-27) por la editorial Springer Berlín.
Con respecto a sus investigaciones en COVID-19, sus principales publicaciones son:
- Morawska, L., & Cao, J. (2020). Airborne transmission of SARS-CoV-2: The world should face the reality. Environment international, 139, 105730. https://doi.org/10.1016/j.envint.2020.105730
- Zhou, L., Yao, M., Zhang, X., Hu, B., Li, X., Chen, H., Zhang, L., Liu, Y., Du, M., Sun, B., Jiang, Y., Zhou, K., Hong, J., Yu, N., Ding, Z., Xu, Y., Hu, M., Morawska, L., Grinshpun, S. A., Biswas, P., … Zhang, Y. (2021). Breath-, air- and surface-borne SARS-CoV-2 in hospitals. Journal of aerosol science, 152, 105693. https://doi.org/10.1016/j.jaerosci.2020.105693
- Miller, S. L., Nazaroff, W. W., Jiménez, J. L., Boerstra, A., Buonanno, G., Dancer, S. J., Kurnitski, J., Marr, L. C., Morawska, L., & Noakes, C. (2021). Transmission of SARS-CoV-2 by inhalation of respiratory aerosol in the Skagit Valley Chorale superspreading event. Indoor air, 31(2), 314–323. https://doi.org/10.1111/ina.12751